# Dan Jolley

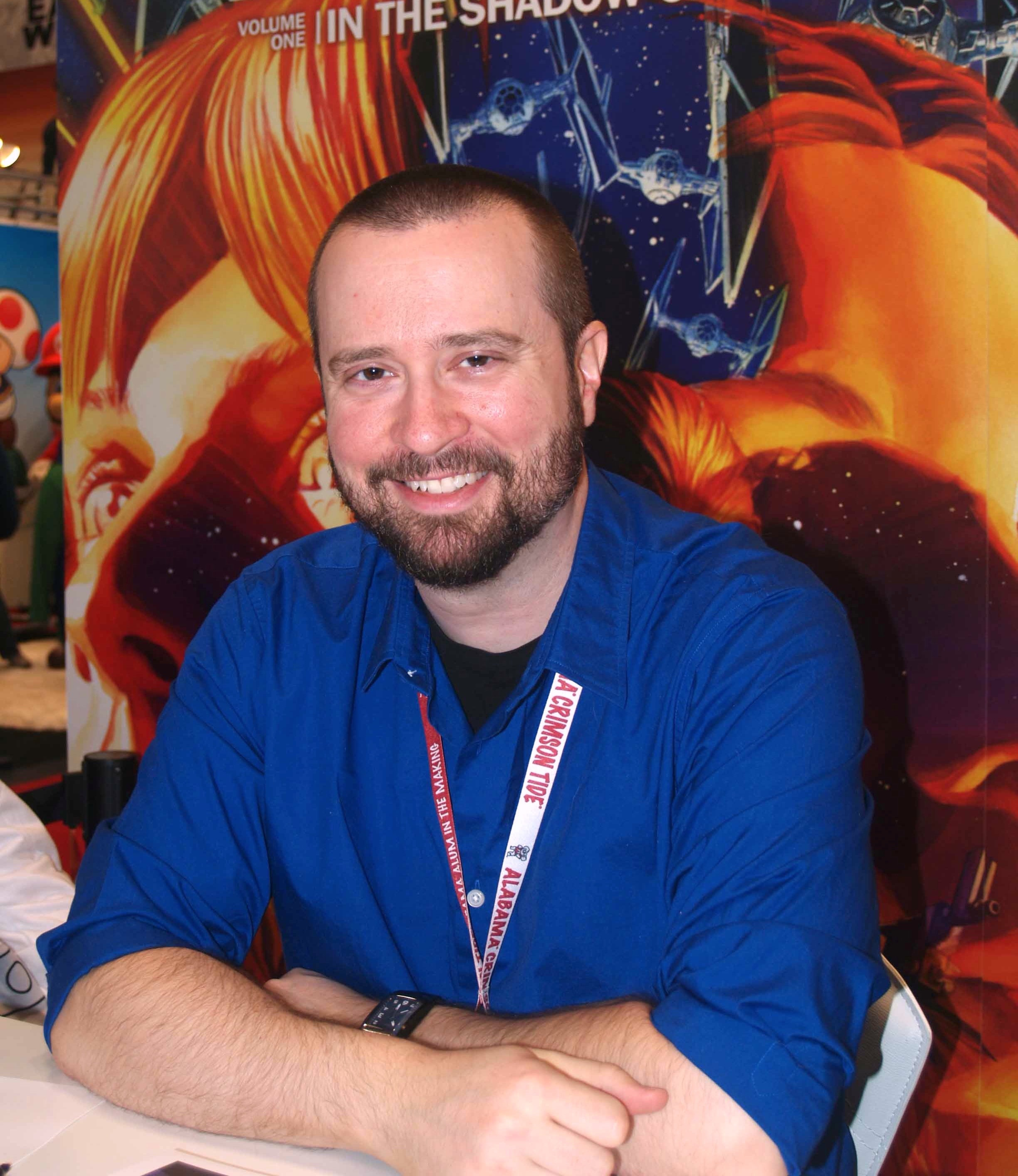
Dan Jolley em 2013.

Dan Jolley é um autor norte-americano. Ele mora em North Carolina e também trabalha em histórias em quadrinhos, incluindo Firestorm da DC Comics.

## Trabalhos

### Buffyverse
Novela que relata o universo fictício das séries Buffy e Angel.
- Vengeance (com Scott Ciencin)